# Южноруска овчарка
Историята на породата започва преди повече от 3 века, била е въведена в южните степи на Украйна за охрана на стада с овце, внесени от Испания в края на XVIII век (3 – 4 кучета са охранявали около 1500 овце). През 1933 година на Киноложката изложба в Берлин породата предизвиква истински фурор.
Изключително силната и смела южноруската овчарка се използва освен за охрана на стада и за караулна служба.
Породата силно пострадала, почти изчезнала в резултат от двете световни войни. Но от края на XX век числеността ѝ постепенно започнала да се увеличава. Тя получила широко разпространение на територията на бившия СССР, отделни екземпляри са изнесени в чужбина.
Стандартът на породата е изменян няколко пъти. Най-близки породи по външен вид са унгарският комондор и староанглийската овчарка.